# 矢野宗幹
矢野 宗幹（やの むねもと、1884年3月15日 - 1970年12月31日）は、日本の昆虫学者。

## 略歴
福岡県出身。旧制東筑中学（後の福岡県立東筑高等学校）、東京帝国大学卒業。1909年（明治42年）、林業試験場技師となり、のち東京帝国大学、京都帝国大学の講師をかねた。1917年（大正6年）、東京昆虫学会（現日本昆虫学会）を創立。日本昆虫学会会長、日本応用昆虫学会長を歴任。